# Невероятно усохшая женщина
«Невероятно усохшая женщина» (англ. The Incredible Shrinking Woman) — научно-фантастический / комедийный фильм с Лили Томлин, Чарлзом Гродином, Недом Битти, Джоном Гловером и Элизабет Уилсон в главных ролях. Режиссёр фильма Джоэл Шумахер. Картина является пародией на фильм «Невероятно уменьшающийся человек» и основана на романе Ричарда Мэтисона «Путь вниз».

## Сюжет
Пэт Крамер является обычной живущей в пригороде матерью и домохозяйкой, пока она не подвергается воздействию странной смеси бытовой химии, включащей в себя «галактический клей», новый продукт рекламного агентства её мужа. Вскоре после этого она начинает уменьшаться, что приводит в замешательство учёных. Когда она становится всё меньше и меньше, то видит, что больше не может исполнять свою роли домохозяйки и матери. В конце концов она становится своего рода знаменитостью и выступает в телешоу Майкла Дугласа, покоряя сердца американцев. Вскоре она уменьшается до размера ноги и становится куклой для своих детей, перемещающих её в кукольный домик.
Пэт похищает группа сумасшедших учёных, предположивших, что она погибла при утилизации кухонных отбросов. Учёные планируют уменьшить всех людей в мире, поставив эксперимент над Пэт для изучения секрета её уменьшения. Она сбегает при помощи сторожа лаборатории и сверхумной гориллы по кличке Сидней. Пэт уменьшается до микроскопических размеров и падает в лужицу химических продуктов, что возвращает её к нормальному размеру. Фильм заканчивается возвращением Пэт домой. Однако её обувь рвётся, оставляя у зрителей впечатление, будто Пэт продолжает увеличиваться в размерах.

## В ролях
- Лили Томлин — Пэт Крамер/Джудит Бэсли
- Чарлз Гродин — Вэнс Крамер
- Том Битти — Дэн Бим
- Генри Гибсон — доктор Эжен Норц
- Элизабет Уилсон — доктор Рут
- Марк Блэнкфилд — Роб
- Мария Смит — Консепсьон
- Памела Беллвуд — Сандра Дайсон
- Джон Гловер — Том Келлер
- Никола Хорманн — Логан Карверээ
- Джим МакМаллан — Лайл Паркс
- Шелби Бэлик — Бет Крамер
- Джастин Дана — Джеф Крамер
- Рик Бейкер — Сидни (в гриме гориллы)
- Майк Дуглас — камео
- Дик Уилсон — менеджер магазина
- Салли Кирклэнд — кассир магазина

## Саундтреки
- «Galaxy Glue» Линды Новембер
- «Little Things Mean a Lot» Майка Дугласа
- «Don’t Tell Me Why» Brainiacs